# Gato de pelo curto brasileiro
O gato de pelo curto brasileiro é uma raça de gato originária do Brasil. Foi a primeira raça de gatos brasileira a ser reconhecida internacionalmente através da World Cat Federation (WCF) em 1998, sendo antes considerado vira-lata. Descende da espécie gato-bravo, trazida ao país pelos europeus desde o início da colonização, com fins de proteger o alimento de ratos.

## Características físicas

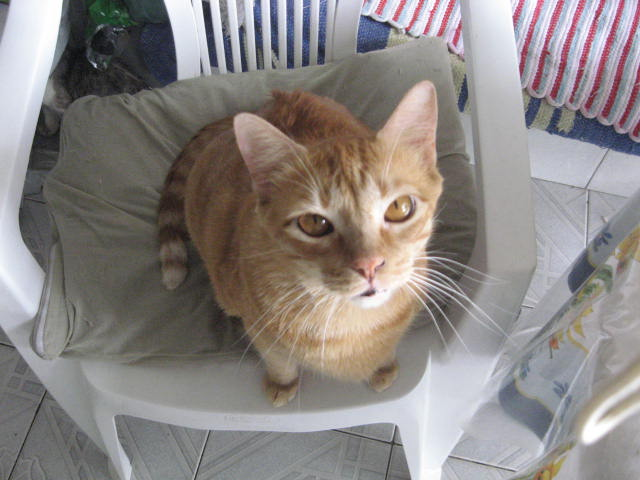
Um Pelo curto brasileiro de pelagem dourado

No Brasil, desenvolveu seu próprio padrão, pelo qual não é mais enquadrado na categoria Keltic Shorthair. O pelo é bem deitado junto ao corpo, cabeça e orelhas de tamanho médio, proporcionais a largura da base, bem colocadas. Os olhos ligeiramente oblíquos e o nariz da mesma largura da base até à ponta. Peito largo, pernas de tamanho médio e patas arredondadas, também de tamanho médio. O corpo é forte, musculoso, sendo levemente menos robusto que o pelo curto europeu. O aspecto geral é de um gato muito ágil e elegante. Não tão esguio como o siamês e o oriental, nem tão corpulento como o gato persa e os gatos europeus. O rabo, de comprimento médio, é grosso na base e afina até a ponta.
Assim como ingleses e americanos transformaram gatos de rua em gatos de raça, surgindo, assim, o British Shorthair (britânico de pelo curto) e o American Shorthair (americano de pelo curto); por ter uma tipologia padrão, nosso gato de rua também mereceu reconhecimento como raça.
O pelo curto brasileiro é originário dos gatos aqui introduzidos pelos europeus por ocasião da colonização do país.
Bastante conhecido em todo o Brasil, estes animais têm suas origens entre os gatos europeus introduzidos no país na época da colonização. Reconhecido como raça no Brasil, e já conquistando renome internacional, a história do pelo curto brasileiro teve início em 1985, por iniciativa da Federação Brasileira do Gato. Provavelmente, o principal motivo do sucesso desta raça é o excelente temperamento. Sempre ativo e ágil, brincalhão e apegado ao dono, apesar da independência natural, é além de tudo um gato extremamente inteligente. A mistura de raças e a necessidade de sobreviver nas ruas conferiu a estes gatos uma saúde excelente.

O pelo curto brasileiro é um gato forte, a pelagem é curta e os olhos de cor preferencialmente combinando com a da pelagem. O temperamento é brincalhão, alegre, ativo e muito apegado ao dono, inteligente e aprende as coisas com facilidade, excelente caçador, resistente a doenças, amistoso e apegado ao dono, mas se não encontrar carinho e afeto onde vive, pode procurar outro lugar para viver.

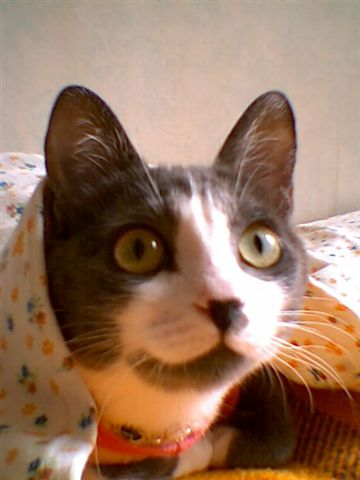
Exemplar bicolor

A Federação Brasileira do Gato está dando registro inicial (RI) para os exemplares que se aproximam do padrão da raça e também registro definitivo (LO) para os que conseguirem determinado número de títulos em exposições ou forem provenientes de gerações cruzadas segundo determinadas regras.
Para obter o registro, é só apresentá-los para exame na FBG.
A raça pelo curto brasileiro é a primeira raça brasileira de gatos a obter reconhecimento internacional, apesar de ainda não ser reconhecido pela FIFé, organização pela qual Portugal se rege.
Descendente dos gatos introduzidos no Brasil pelos colonos, o pelo curto brasileiro passou por uma variedade de transformações até chegar à conformação actual. Existem ainda poucos criadores dedicados ao Pelo Curto Brasileiro. Isto deve-se não só ao facto de a raça ainda não ser reconhecida por todas as grandes associações internacionais de felinos, mas também porque a linhagem destes gatos desenvolve-se ainda naturalmente, nas ruas, no seu país de origem, o que torna difícil que uma criação selectiva possa encontrar compradores e vingar.

## Temperamento

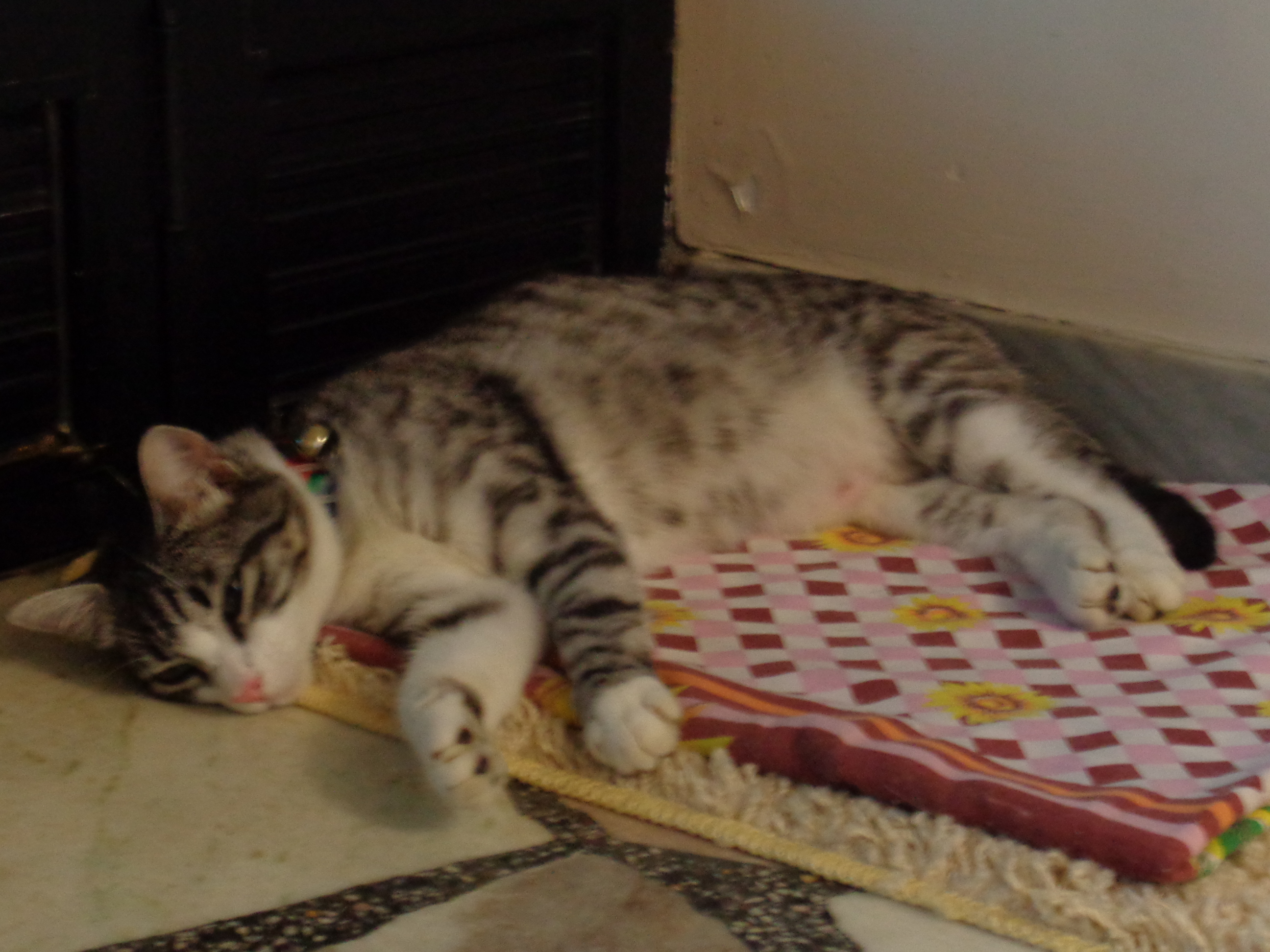
Uma fêmea dormindo

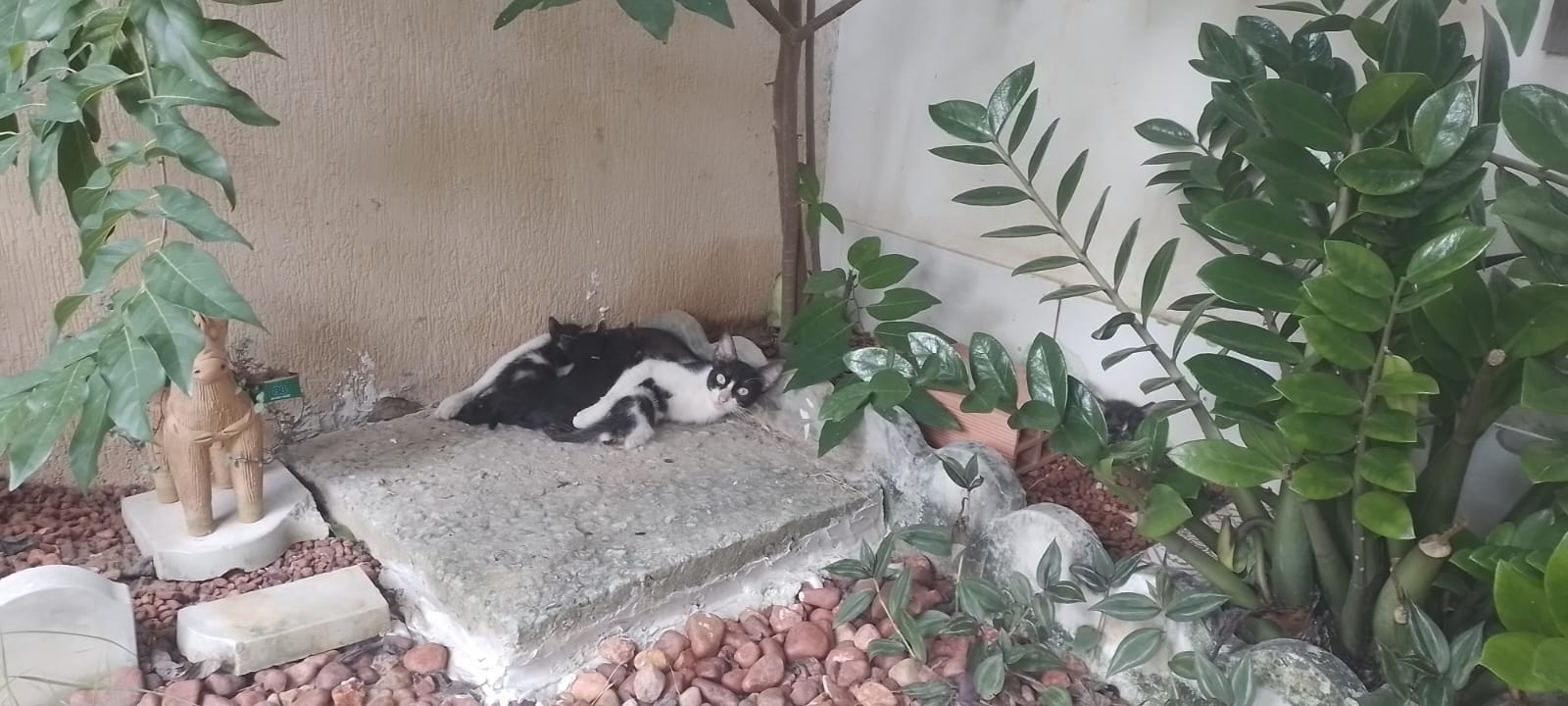
Fêmea de gato de pelo curto brasileiro amamentando. "Pretinha" no momento da amamentação no verão de 2025.

O gato desta raça é afetuoso ao ponto de sempre estar acerca do dono e segui-lo para todo o lado. Contudo não é um gato de um só dono. Gosta de companhia e por isso gosta de todos com quem partilha a casa, ativo, dócil e amigo. As suas necessidades de atenção são elevadas e, caso não sejam satisfeitas, pode-se tornar num gato irritável ou arisco.
O Pelo Curto Brasileiro é um gato inteligente e brincalhão.

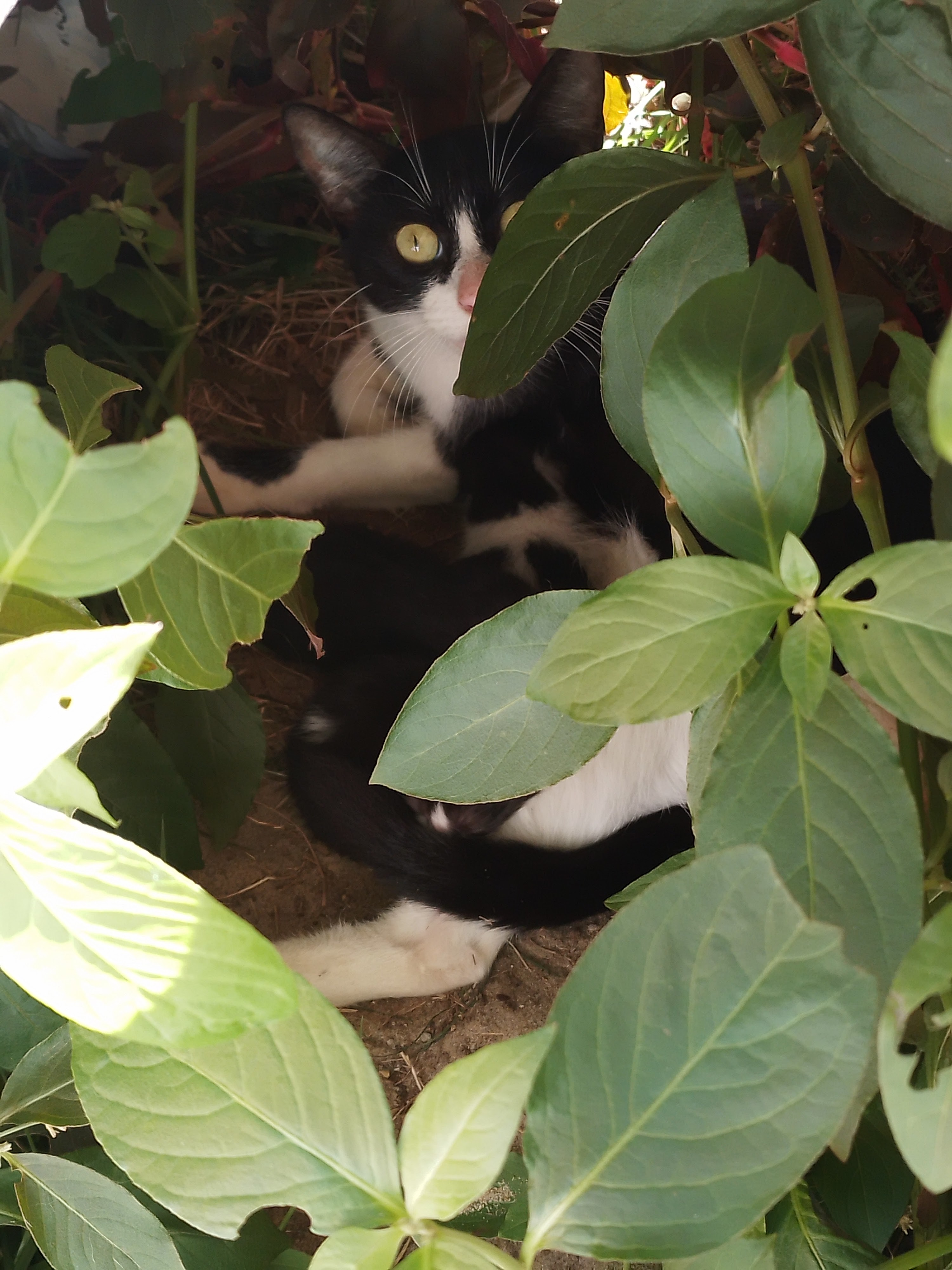
[https://www.cfmv.gov.br/ Fêmea de Gato de pelo curto brasileiro dando à luz. "Pretinha" no momento do parto na primavera de 2023 em quintal de domicílio no município de Camaçari/BA. Este indivíduo era criada solta no quintal de área suburbana e, à época, não fora vacinada, nem aplicado vermífugo.

O parto é feito em local reservado.  A amamentação dos filhotes é simultânea. 